# Helmut Sihler
Helmut Sihler (* 6. April 1930 in Klagenfurt, Kärnten) ist ein ehemaliger deutsch-österreichischer Industriemanager und Honorarprofessor für Marketing und Unternehmensführung an der Universität Münster.

## Leben
Sihler wuchs in Klagenfurt als Sohn eines Lehrers auf. Nach der Matura studierte er an der Karl-Franzens-Universität in Graz Philologie und Rechtswissenschaften. Beide Studien schloss er mit einem Doktorat ab. 1957 begann er seine berufliche Laufbahn beim Düsseldorfer Henkel-Konzern in der Marketing-Abteilung und übernahm 1980 als erster familienfremder Manager den Vorsitz der Geschäftsführung. Von dieser Funktion trat er 1992 altersbedingt zurück, hatte aber in den darauffolgenden Jahren noch zahlreiche Aufsichtsratspositionen inne. 
Von 1993 bis 2007 war er Aufsichtsratsvorsitzender der Porsche AG. Von 1996 bis 2006 war er Vizepräsident der Novartis AG Basel. Seit Mitte der 90er Jahre wirkte er bei der Privatisierung des staatlichen Unternehmens Deutsche Bundespost in führenden Positionen mit. Er war 1995 Aufsichtsratsvorsitzender der Deutschen Post AG. Vom 1. Juli 1996 bis 2000 war er  Aufsichtsratsvorsitzender der Deutschen Telekom. Nach dem Rücktritt des damaligen Telekom-Chefs Ron Sommer im Juli 2002 war er  bis zum Amtsantritt Kai-Uwe Rickes im November 2002 Interims-Vorstandsvorsitzender des Konzerns. Er lebt mit seiner Gattin Hilde, mit der er vier Töchter hat, in Pörtschach am Wörthersee (Kärnten).
Sihler war Honorarprofessor für Marketing und Unternehmensführung an der Universität Münster.

## Ehrungen
Sihler ist Träger des Großen Verdienstkreuzes mit Stern der Bundesrepublik Deutschland und des Großen Goldenen Ehrenzeichens für Verdienste um die Republik Österreich. 2010 nahm ihn das Manager Magazin in die "Hall of Fame" auf.